# Сюткина, Ольга Анатольевна
Ольга Анатольевна Сюткина (род. 29 июля 1956) — российская писательница, теле- и радиоведущая, кулинар, историк русской кухни.

## Биография
Родилась 29 июля 1956 года.
С начала 2000-х годов занимается исследованием истории русской кухни, пишет книги об истории русской кулинарии и гастрономии, многие из которых были положительно оценены критиками. Обозреватель газеты «Коммерсантъ» Елена Чекалова так описала книгу «Непридуманная история советской кухни»: «Сюткины честно собрали свидетельства времени: история кухни — это ведь тоже история страны. Но не только. Это ещё история выживания каждой семьи и частной жизни вообще. Я уверена, что нет такого россиянина, который не найдёт в этой книжке блюд, что готовили мама или бабушка». Обозреватель журнала «Еда» Ксения Шустова назвала книгу «Непридуманная история русской кухни» «практически образцовым нон-фикшном о диалектике солянки и гречневой каши, композиционно построенном на последовательном разоблачении заблуждений и фантазий Вильяма Похлёбкина». Литературный критик Галина Юзефович писала: «Историки Ольга и Павел Сюткины пытаются очистить русскую кухню от позднейших (преимущественно советских, общепитовских) напластований и перевести древнюю, загадочную отечественную кулинарную азбуку на современный язык». По мнению книжного обозревателя газеты «Известия» Лидии Масловой книга «Русская кухня: от мифа к науке» «вполне может встать в ряд знаковых кулинарных трудов».
В 2015 году книга «CCCP CookBook: True Stories of Soviet Cuisine» вошла в The New York Times Book Review. Как отмечала газета The Guardian, «книга Ольги и Павла Сюткиных продолжает тенденцию интереса к советской кухне, предлагая рецепты классических блюд той эпохи. И одновременно, углубляясь в прошлое блюд, чтобы предложить культурную историю СССР через его пищу: от сталинской пропаганды яичного порошка до жареного поросенка, оскорбившей Хрущева».
Ольга Сюткина (вместе с соавтором П. П. Сюткиным) является лауреатом премий «Gourmand World Cookbook Awards 2014» в номинации «Лучшая книга по истории кухни», «Food Show Awards 2018» в номинации «За продвижение истории русской гастрономии», «Gourmand Best of the Best 25» (2020) в номинации «Гастрономическое наследие».
Автор программы «Закрома» на канале «Кухня ТВ». Постоянный эксперт в программах «Доброе утро» и «Контрольная закупка» на «Первом канале». Приглашённый эксперт в программах «ОТРажение» на канале «ОТР», «Под мостом» на канале «Еда» и других. Вела цикл программ на «Радио 1».
Также с 2015 года является постоянным автором издания «Гастрономъ».
В 2018 году стала продюсером документального сериала «История русской еды» на телеканале «Культура».
Член комитета по гастрономическому туризму Российского союза туриндустрии.
Основатель кулинарной школы «Клуб увлечённых кулинаров».